# Maksim Amelin
Maksim Amelin   (Kursk, 7 de gener de 1970) és un poeta, traductor, crític literari i editor rus.

## Biografia
El 1988 es va graduar a l'escola de comerç de Kursk. Va servir a l'exèrcit soviètic com a soldat. Des del 1991 al 1994 va estudiar a l'Institut de Literatura Maksim Gorki, de Moscou. Des de 1995 al 2007 ha treballat com a Director comercial de l'editorial "Symposium", i des de l'any 2008 és l'editor en cap de l'editorial OGI. Viu a Moscou. Ha publicat la seva obra en revistes com «Новый мир», «Знамя», «Арион». És autor de llibres de poesia («Dubia», «Odes fredes», «El Corser de la Gòrgona») i de nombroses traduccions del llatí i del grec antic. L'estil artístic de Maksim Amelin ha estat classificat per Tatiana Beck d'arcaista innovador. Han influït en la seva obra la poesia russa del segle xviii i els clàssics antics. Ha traduït al rus Catul, Píndar, Homer i altres clàssics antics. Els seus poemes han estat traduïts a l'armeni, xinès, croat, anglès, francès, hongarès, georgià, alemany, italià, letó, castellà, polonès, portuguès, romanès, serbi, vietnamita i, el 2015, al català.
Una selecció dels seus poemes, junt amb d'altres d'Irina Iermakova, fou objecte de traducció a la XXIII edició del Seminari de Traducció Poètica de Farrera dedicat a poetes russos, on assistiren i participaren els dos autors, que donà lloc a l'antologia Esperit i fang.

## Publicacions
- Холодные оды (Odes fredes) — М.: Symposium, 1996.
- Dubia — СПб.: Ина-Пресс, 1999. — 99 pàgs.
- Конь Горгоны (El Corser de la Gòrgona) — М.: Время, 2003. — 124 pàgs.
- Девять измерений. Антология новейшей русской поэзии. (Antologia de la poesia russa contemporània) / Сост.: Б. Кенжеев, М. Амелин, П. Барскова, С. Тимофеев, Д. Воденников, Д. Давыдов, Д. Кузьмин, К. Маренникова, М. Маурицио, И. Кукулин. — М.: Новое литературное обозрение, 2004. — 408 pàgs.
- Гнутая речь (La parla corbada) — М.: Б. С. Г.-Пресс, 2011. — 464 pàgs.

## Premis
- «Антибукер» (Anti-Booker) (1998)
- Premi de la revista «Новый мир» (Nou món)
- Gran premi «Московский счёт» (2004)
- Бунинская премия (Premi Bunin) (2012)
- Премия Александра Солженицына (premi Soljenitsin) (2013)